# 拜金女孩
《拜金女孩》（英語：Material Girl）是美國女歌手瑪丹娜在1985年1月發行的歌曲，為她第二張錄音室專輯《宛如處女》（英語：Like a Virgin）第二首主打歌曲，它在告示牌單曲榜最高成績為第2名，英國單曲榜獲得第3名。

## 資料

### 歌曲簡介
〈拜金女孩〉是瑪丹娜第二張專輯《宛如處女》（英語：Like a Virgin）所推出的第二首主打單曲，它結合新浪潮與電子合成器編曲，是一首節奏輕快旋律悅耳的舞曲。瑪丹娜在這支單曲的音樂影片中，模仿瑪麗蓮夢露在1953年電影《紳士愛美人》中演唱〈鑽石是女孩最好的朋友〉（Diamonds Are A Girl's Best Friend）的造型及橋段，特地向她的偶像致敬。〈拜金女孩〉的音樂影片一推出果然造成轟動，不但造成話題，也更加奠定了瑪丹娜流行偶像的地位。但隨之而來的代價，卻是有相當長的一段時間，瑪丹娜被外界視為「拜金女孩」、「物質女郎」的代名詞。

### 商業成績
〈拜金女孩〉在1985年2月9日進入告示牌單曲榜，首週成績為第43名，這首單曲在進榜後名次火速竄升，1985年3月23日來到第2名，最後在第二名待了2週，這支單曲在榜內共停留了17週，為瑪丹娜首支全美亞軍單曲，它在1985年告示牌年終百大單曲名列第58名。〈拜金女孩〉在告示牌舞曲榜奪得冠軍，在英國單曲榜的成績和她前一首單曲〈宛如處女〉一樣，獲得第三名。

### 單曲收錄
〈拜金女孩〉除收錄於瑪丹娜第二張專輯《宛如處女》（英語：Like a Virgin）中，日後亦收錄於瑪丹娜1990年的《瑪丹娜精選輯》（英語：The Immaculate Collection）以及2009年的《娜經典》（英語：Celebration）兩張精選輯中。